# Condició de Ladyzhenskaya–Babuška–Brezzi
En càlcul numèric d'equacions diferencials parcials, la condició de Ladyzhenskaya–Babuška–Brezzi, condició inf-sup o condició LBB, és una condició suficient per a un problema de punt de sella de tenir una solució única que depèn de forma contínua de les dades d'entrada. Sorgeixen problemes de punt de la sella en la discretització del flux de Stokes i en la discretització d'elements finits mixtos de l'equació de Poisson. Per problemes definits positius, com la formulació no mixta de l'equació de Poisson, la majoria d'esquemes de discretització convergiran a la solució analítica en el límit a mesura que es refini la malla. Per resoldre problemes de punt de sella, tanmateix, moltes discretitzacions són inestables, en aparèixer artefactes com oscil·lacions espúries o no desitjades. La condició de LBB dona criteris sobre quan una discretització d'un problema de punt de sella és estable. Rep el seu nom dels matemàtics Olga Ladíjenskaia, Ivo Babuška i Franco Brezzi.

## Problemes de punt de sella
Es pot expressar la forma abstracte del problema de punt de sella en termes d'espais de Hilbert i formes bilineals. Siguin {\displaystyle V} i {\displaystyle Q} espais de Hilbert, i siguin {\displaystyle a:V\times V\to \mathbb {R} }, {\displaystyle b:V\times Q\to \mathbb {R} } formes bilineals. Sigui {\displaystyle f\in V^{*}}, {\displaystyle g\in Q^{*}} on {\displaystyle V^{*}}, {\displaystyle Q^{*}} són els espais duals de {\displaystyle V} i {\displaystyle Q} respectivament. El problema de punt de sella pel parell {\displaystyle a}, {\displaystyle b} és trobar un parell de camps {\displaystyle u} en {\displaystyle V}, {\displaystyle p} en {\displaystyle Q} tals que, per tot {\displaystyle v} en {\displaystyle V} i {\displaystyle q} en {\displaystyle Q},
{\displaystyle {\begin{aligned}a(u,v)+b(v,p)&=\langle f,v\rangle \\b(u,q)&=\langle g,q\rangle .\end{aligned}}}
Per exemple, per a les equacions de Stokesen un domini {\displaystyle d}-dimensional {\displaystyle \Omega }, els camps són la velocitat {\displaystyle u} i la pressió {\displaystyle p}, que es troben respectivament a l'espai de Sobolev {\displaystyle H^{1}(\Omega )^{d}} i a l'espai de Lebesgue {\displaystyle L^{2}(\Omega )}.
Les formes bilineals són:
{\displaystyle {\begin{aligned}a(u,v)&=\int _{\Omega }2\mu {\dot {\varepsilon }}(u):{\dot {\varepsilon }}(v)\,dx\\b(u,q)&=\int _{\Omega }(\nabla \cdot u)q\,dx,\end{aligned}}}
on {\displaystyle \mu } és la viscositat.

## Enunciat del teorema
Suposi's que {\displaystyle a} i {\displaystyle b} són dues formes bilineals, i a més que {\displaystyle a} és coerciva en el nucli de {\displaystyle b}:
{\displaystyle a(v,v)\geq \alpha \|v\|_{V}^{2}}
per tot {\displaystyle v} tal que {\displaystyle b(v,q)=0} per tot {\displaystyle q\in Q}.
Si {\displaystyle b} satisfà la condició inf–sup o de Ladyzhenskaya–Babuška–Brezzi:
{\displaystyle \sup _{v\in V,v\neq 0}{\frac {b(v,q)}{\|v\|_{V}}}\geq \beta \|q\|_{Q}}
per tot {\displaystyle q}, llavors existeix una única solució {\displaystyle u,p} al problema del punt de sella.
A més, existeix una constant {\displaystyle C} tal que:
{\displaystyle \|u\|_{V}+\|p\|_{Q}\leq C(\|f\|_{V^{*}}+\|g\|_{Q^{*}}).}